# 凱倫·彭斯
凱倫·舒·彭斯（英語：Karen Sue Pence，1957年1月1日—），婚前原姓柏藤（英語：Batten），是一位美国教師及畫家。凱倫是第48任美国副总统迈克·彭斯的妻子，曾任美國第二夫人及印第安納州第一夫人。在任美國第二夫人的後期，凱倫重啟其教職，在維吉尼亞州的一所私立學校中任藝術教師。

## 生平

### 早年生活
凱倫於1957年1月1日在堪薩斯州的麥康奈爾空軍基地出生，其母為莉蓮·彭斯（1931年－2004年），父親為約翰·M·柏藤（1931年－1988年），曾於聯合航空任職。然而，兩人於凱倫年幼時已離婚，莉蓮·彭斯於1968年與男子伯納德·巴西奧（Bernard Barcio）再婚。凱倫於印第安納州首府印第安納波利斯的社區寬波紋村長大，並於主教查塔德高中就讀，畢業時擔任畢業生代表。其後，她在巴特勒大學修讀教育、副修藝術，並於該校獲初等教育理學士及理學碩士學位。

### 教師生涯
凱倫在獲得學位後，繼續於印第安納波利斯開展其教育生涯，在該市的John Strange小學、Acton小學、Fall Creek小學和Orchard學校任教職。在凱倫的首個孩子出生後，她開始學習繪畫水彩畫，並開啟她繪畫房子及歷史建築物畫像的生涯。她大約於每年完成35幅畫作，其中一些是受委託繪畫的，而另一些則是在當地的藝術博覽會上出售。
她在彭斯出任美國眾議院議員的十二年間，在維珍尼亞州春田的私立學校以馬內利基督教學校任職美術老師。

### 印第安納州第一夫人
2013年至2017年間，彭斯任職印第安納州州長一職。她在任州第一夫人翌年，於2014年印第安納州第一夫人慈善基金會。該會為一促進兒童、家庭和藝術的組織，亦提供助學金和獎學金予有需要的人士。凱倫在2015年開辦了一家名為「"'That's My Towel!' Charm"」的小公司，銷售一些可以附著在毛巾上的小金屬飾物，令用家在使用時更容易識別毛巾的主人。然則，這項業務在其丈夫邁成為副總統候選人後結束。

### 美國第二夫人

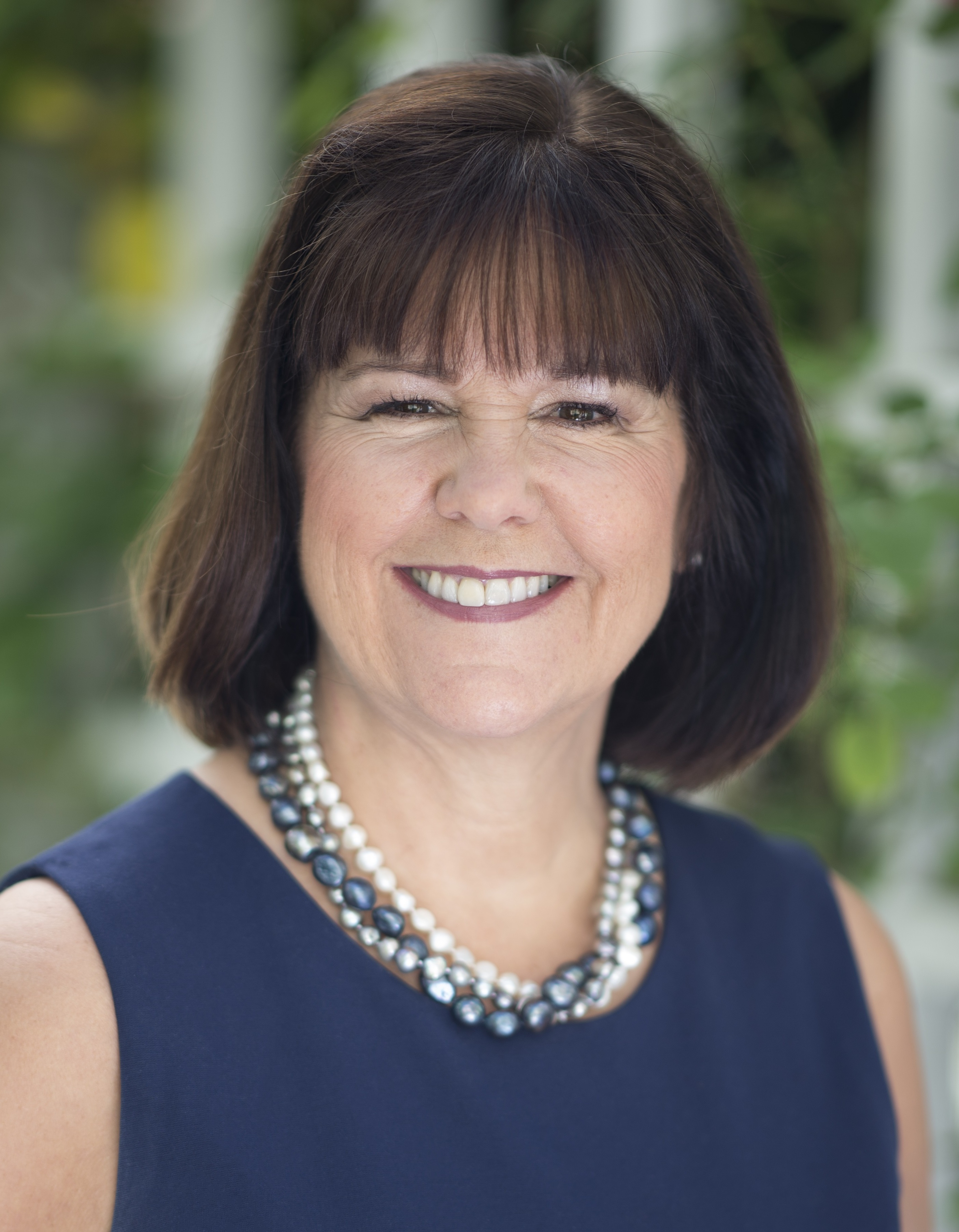
凱倫·彭斯第一幅官方肖像

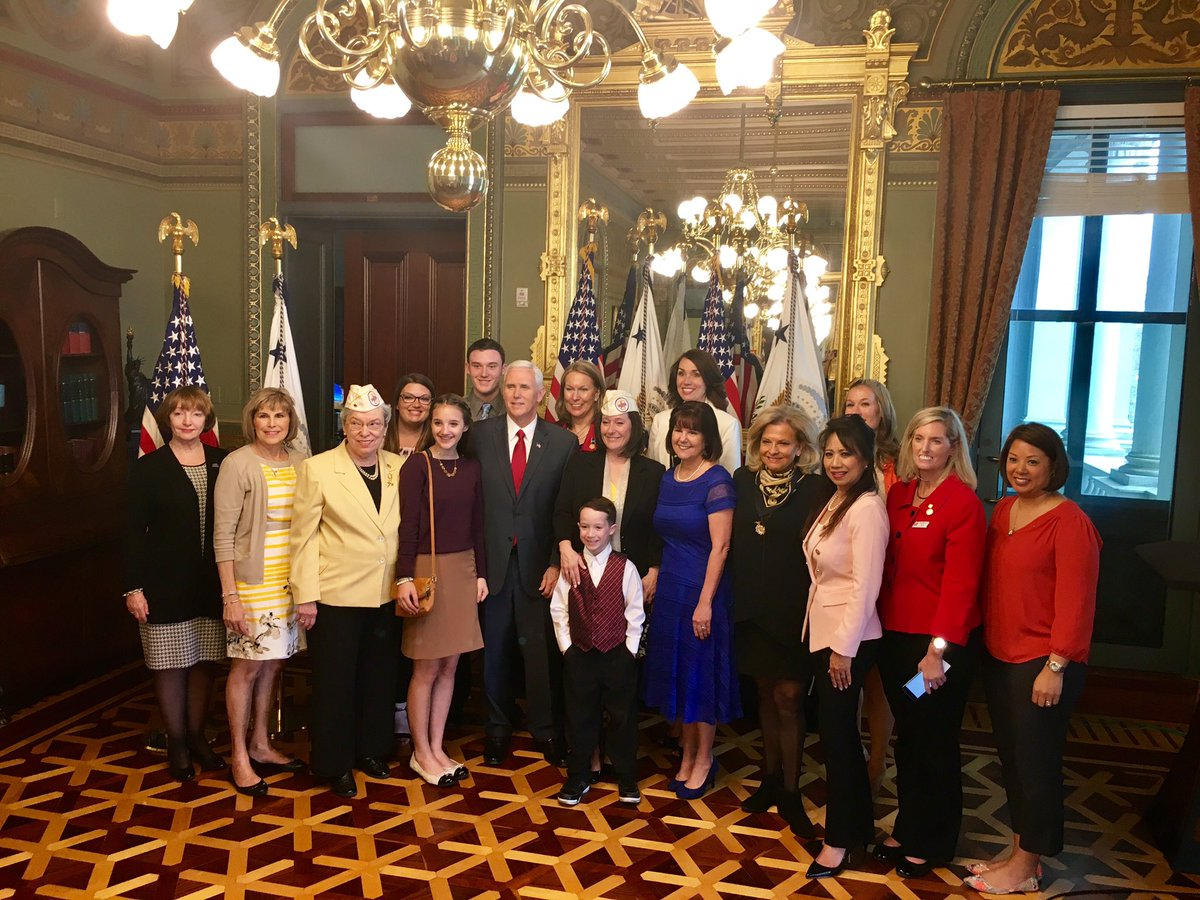
彭斯夫婦出席美國金星妻子組織活動（2017年4月）

凱倫於2017年至2021年担任美國第二夫人一職，接替離任的吉爾·拜登。她僱用了克里斯蒂安·金·內文斯（Kristan King Nevins）為參謀長，內文斯曾在前第一夫人芭芭拉·布什的任期中擔任過相同職務。凱倫在任期間積極推廣藝術治療予大眾認識，她是在丈夫擔任眾議員期間，在華盛頓的醫院就診時首次接觸這種療法。2017年10月，她在參觀佛羅里達州立大學校園時，重點介紹了該大學自1990年代起開展的藝術療法計劃。
2019年1月，凱倫返回以馬內利基督教學校任教，擔任兼職藝術老師。在聲明中，凱倫指出她「很高興回到教室裡，做我喜歡做的事」，並指她曾經「錯過了任教藝術的機會」。
由於該校在之前曾因拒絕同性戀學生申請而受到批評，並被指控為恐同機構，因該校其中一項政策是允許學校拒絕「性不道德，同性戀或雙性戀」的學生，規則亦適用於學生父母和僱員。凱倫在發布她重返教職的消息數天後，遭受媒體及LGBT倡導組織的嚴厲批評。而副總統彭斯則在之後為妻子的專業和決定辯護，指責該等人士批評宗教教育的行為。彭斯認為此事件只是反對者用作批評兩人的藉口，並指出主要新聞機構對基督教教育的批評令兩人感到冒犯，希望媒體停止相關行為。
在2019冠狀病毒病疫情間，凱倫曾因疫情導致的停課而改為網上授課，其後在2020年8月底復課後，返回教室任教。在2020年美國總統選舉中，凱倫曾出席共和黨候選人的競選活動及擔任主講為兩人助選。然而，當勞·特朗普及彭斯最終在選舉中落敗，凱倫於2021年1月卸任第二夫人一職，職位由賀錦麗的丈夫任德龍接任，而任德龍則為美國的首位第二先生。

## 個人生活
在高中時，凱倫結識了第一任丈夫約翰·史蒂文·惠特克（John Steven Whitaker），惠特克為一醫學生，他們於1978年8月4日在德克薩斯州布魯斯德郡結婚，然則最終離婚。
凱倫與彭斯是在印第安納波利斯的教堂裏相識，兩人皆定期到該市的聖托馬斯·阿奎那斯教堂（St. Thomas Aquinas Church）參與活動，其後，兩人首次約會的地點為印第安納州博覽會，他們在會場裏溜冰。經過約九個月的戀愛後，他們於1984年8月訂婚，並於1985年6月8日結婚。他們原為羅馬天主教徒，後來在1995年轉為福音派基督教。
兩人共育有三個孩子，長子邁克（在美國海軍陸戰隊服役），長女夏洛特和次女奧黛麗。凱倫大部分時間都在印第安納州生活，在丈夫就任眾議員期間曾舉家搬到華盛頓特區居住。此外，凱倫亦是一名訓練有素的飛行員。
而凱倫亦以推動藝術療法而聞名。她為女兒夏洛特於2018年出版的兒童讀物《馬龍·邦多的副總統生活》繪畫水彩插圖，該書的收益捐贈予慈善機構，包括一項藝術療法計劃。

## 外部連結
- 凱倫·彭斯的白宮官方介紹網頁 （页面存档备份，存于）（2020年11月存檔） （英文）
- 凱倫·彭斯的X（前Twitter）（2020年11月存檔） （英文）

| 榮銜                   | 榮銜                              | 榮銜                         |
| ---------------------- | --------------------------------- | ---------------------------- |
| 前任者： 吉爾·拜登     | 美國第二夫人 2017年－2021年       | 繼任者： 任德龙 （第二先生） |
| 前任者： 凱里·丹尼爾斯 | 印第安納州第一夫人 2013年－2017年 | 繼任者： 珍妮特·霍科姆       |